# TH1L
El factor de elongación negativa C/D (TH1L) es una proteína codificada en humanos por el gen TH1L.
El complejo proteico NELF interacciona con el complejo DISF para reprimir el proceso de elongación transcripcional de la ARN polimerasa II. La proteína codificada por este gen es una parte esencial del complejo NELF. Se han descritos diversas variantes transcripcionales de este gen, que codifican dos isoformas de la proteína con diferente extremo N-terminal.

## Interacciones
La proteína TH1L ha demostrado ser capaz de interaccionar con:
- RDBP[4][5]
- ARAF[6][7]
- Cofactor de BRCA1[4][5]